# Jannpeter Zopfs
Jannpeter Zopfs (* 12. Januar 1934 in Schleswig; † 6. Mai 2020 in Landau) war ein deutscher Jurist und von 1980 bis 1999 Richter am deutschen Bundesgerichtshof.

## Leben
Promoviert wurde er 1962 an der Universität Münster mit der Dissertation "Dienstbarkeiten und bauliche Ordnung".
Nach dem Abschluss seiner juristischen Ausbildung trat Zopfs 1963 in den niedersächsischen Justizdienst ein und wurde 1967 zum Landgerichtsrat beim Landgericht Osnabrück ernannt. 1973 wechselte er als Richter am Oberlandesgericht an das Oberlandesgericht Oldenburg.
Zopfs war eines der Gründungsmitglieder des im Jahre 1977 gegründeten Vereins Deutscher Familiengerichtstag.
Zum Richter am Bundesgerichtshof wurde Zopfs im Jahre 1980 gewählt. Das Präsidium wies ihn dem IV. Zivilsenat zu. Mit Erreichen der Altersgrenze trat Zopfs zum 31. Januar 1999 in den Ruhestand.
Während seiner Zeit als Bundesrichter schrieb er mehrere Handbücher zum Maklerrecht.
Jannpeter Zopfs war verheiratet und Vater zweier Kinder.